# Jens Lüdtke (Romanist)
Jens Lüdtke (* 8. Oktober 1941 in Stettin; † 4. Januar 2019) war ein deutscher Romanist und Sprachwissenschaftler.

## Leben und Werk
Lüdtke besuchte das Gymnasium Hohenbaden Baden-Baden (Abitur 1962), leistete Wehrdienst und studierte von 1964 bis 1970 Romanistik und Anglistik in Tübingen und Saarbrücken. Er war von 1972 bis 1983 (mit Unterbrechungen) Assistent von Eugenio Coseriu, von 1972 bis 1975 Lektor an der Universität Florenz. 1975 wurde er in Tübingen promoviert mit der Dissertation Prädikative Nominalisierungen mit Suffixen im Französischen, Katalanischen und Spanischen (Niemeyer, Tübingen 1978). Er habilitierte sich 1983 ebenda mit der Schrift Sprache und Interpretation. Syntax und Semantik reflexiver Strukturen im Französischen (Narr, Tübingen 1984). Ab 1983 war er Professor für Romanische Philologie an den Universitäten Bonn (bis 1987), FU Berlin (bis 1994, 1992–1993 auch Dekan) und Heidelberg (bis zu seiner Emeritierung 2007). Den 1990 an ihn ergangenen Ruf nach Saarbrücken lehnte er ab. Lüdtke war von 2000 bis 2002 Präsident des Romanistischen Dachverbandes (Balkanromanistenverband, Hispanistenverband, Katalanistenverband, Lusitanistenverband).

## Werke (Auswahl)
- Die romanischen Sprachen im Mithridates von Adelung und Vater. Studie und Text. Tübingen 1978.
- Katalanisch. Eine einführende Sprachbeschreibung. München 1984.
- Bibliographie des Instituts für Romanische Philologie der Freien Universität Berlin. Berlin 1991.
- Romanische Wortbildung. Diachronisch – synchronisch – inhaltlich. Stauffenburg, Tübingen 2005, 2007.
  - (spanisch) La formación de palabras en las lenguas románicas. Su semántica en diacronía y sincronía. El Colegio de México, Mexiko-Stadt 2011.
- Los orígenes de la lengua española en América. Los primeros cambios en las Islas Canarias, las Antillas y Castilla del Oro. Vervuert, Madrid/Frankfurt am Main 2014.
- Romanistische Linguistik. Sprechen im Allgemeinen – Einzelsprache – Diskurs. Ein Handbuch. De Gruyter, Berlin/Boston 2019.
- (Mitherausgeber) Manual of Catalan Linguistics. De Gruyter, Berlin/Boston 2020.